# Zsuzsa Nyertes

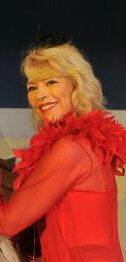
Zsuzsa Nyertes

Zsuzsa Nyertes (anhörenⓘ; * 14. Dezember 1958 als Zsuzsanna Nyertes in Budapest) ist eine ungarische Schauspielerin.

## Leben und Wirken
Zsuzsa Nyertes wuchs als Tochter von Antal Nyertes (1932–2020) in der ungarischen Hauptstadt Budapest auf.
Sie absolvierte nach dem Schulabschluss eine Schauspielausbildung an der Hochschule für Theater in Budapest, die sie 1983 erfolgreich abschloss. Danach wurde sie Mitglied an der Bühne Vidám Színpad. Seit 1979 ist sie als Schauspielerin aktiv und trat seither in mehr als 40 Film-und-Fernsehproduktionen auf, unter anderem auch in dem in der DDR produzierten Film Polizeiruf 110: Der Tod des Pelikan.
Sie wirkt seit 1983 an verschiedenen Theatern als Darstellerin in zahlreichen Theaterstücken, Varieté-Shows, Musicals und in Kabarett-Programmen auf der Bühne mit.
Im Jahr 2001 ließ sich Nyertes für den Playboy im Marilyn-Monroe-Look ablichten.
Nyertes ist verheiratet und hat eine Tochter (* 1993).

## Filmografie (Auswahl)
- 1983: Der arme Johnny und die Prinzessin Arnika (Szegény Dzsoni és Árnika)
- 1984: István, a király
- 1988: Nyitott ablak
- 1989: Amerikából jöttem...
- 1990: Polizeiruf 110: Der Tod des Pelikan
- 1991: Hamis a baba
- 1996: A három testőr Afrikában
- 1996: Érzékek iskolája
- 2001: Barátok közt
- 2003: Egy hét Pesten és Budán